# Hymenorchis kaniensis
Hymenorchis kaniensis är en orkidéart som beskrevs av Rudolf Schlechter. Hymenorchis kaniensis ingår i släktet Hymenorchis och familjen orkidéer. Inga underarter finns listade i Catalogue of Life.